# Farnobia
Farnobia é um gênero de mariposa pertencente à família Crambidae.